# Cockatoo Flying

Cockatoo flying, dirigido por Eadweard Muybridge (1887)

Cockatoo Flying (em tradução livre, Cacatua voando) é um filme mudo britânico em curta-metragem, realizado em 1887 pelo inventor e fotógrafo Eadweard Muybridge, parte de seu estudo à respeito do movimento. Atualmente, pode ser visualizado pelo YouTube, encontrando-se em domínio público pela data em que foi realizado.
Não se trata de um filme como entendemos hoje, mas de uma sequência de fotografias dispostas de forma a criar a impressão de movimento.

## Sinopse
Uma série de imagens fotográficas mostrando uma cacatua voando.